# ラリー・コステロ
ラリー・コステロ (Larry Costello, 1931年7月2日 - 2001年12月13日) はアメリカ男子プロバスケットボールリーグNBAの元選手、指導者。出身地はニューヨーク州ミノア、出身大学はナイアガラ大学。選手としてはフィラデルフィア・76ersの1967年の優勝に貢献し、ヘッドコーチとしてはミルウォーキー・バックスを1971年の優勝に導いた。2022年、功労者部門でバスケットボール殿堂入り。

## 選手キャリア
ラリー・コステロことローレンス・ロナルド・コステロは大学時代をナイアガラ大学で過ごした。シエナ大学との試合では6回の延長を繰り返す激闘を演じ、この試合でコステロは69分40秒間を戦い抜き、チームを勝利に導いた。この試合でのコステロのプレイがあまりにも印象的だったため、チームは彼の背番号を『24』から『69』に変えさせている。大学時代のチームメイトには、ヒュービー・ブラウンがいる。

### NBAキャリア
大学卒業後、1954年のNBAドラフトでフィラデルフィア・ウォリアーズから2巡目全体12位指名を受けてNBA入りした。ウォリアーズでは兵役に就いていた期間を除いて2シーズンのみプレイし、1957-58シーズンにシラキュース・ナショナルズに移籍する。コステロは彼の故郷のフランチャイズチームであり、後にフィラデルフィア・76ersと名前を変えるこのチームで、1968年に引退するまでの10シーズンを過ごすことになる。
ウォリアーズでの2シーズンは平均7.3得点と脇役の一人に過ぎなかったが、ナショナルズではチームの主力選手として活躍し、移籍1年目の1957-58シーズンは14.9得点5.3リバウンド4.4リバウンドと大きく成績を伸ばした。1958-59シーズンにはキャリアハイとなる15.8得点を記録して、オールスターにも初選出されている。また1961年12月18日のボストン・セルティックス戦ではフィールドゴール13本、フリースロー6本全てを成功させ、32得点を記録している。
当時のナショナルズはドルフ・シェイズやハル・グリア、同期のレッド・カーらを擁するプレーオフ常連チームだったが、時代はセルティックス王朝真っ只中だったこともあり、プレーオフ途中敗退を繰り返す煮え切らない日々を過ごしていた。そして30歳を超えたコステロは次第に成績を落としていくようになり、1965年には引退を決意する。
しかしこの年にウィルト・チェンバレンが新たに加入し、76ers（1963年にナショナルズから改名）は大きく勝率を伸ばすと、新ヘッドコーチに就任したアレックス・ハナムの要請により、コステロは現役復帰を遂げた。チャンバレンやグリアに、チェット・ウォーカー、ビリー・カニンガムと主力選手はいずれも20歳代と若いチームとなっていた76ersに、ベテランとしてのコステロの力が必要とされていた。コステロのサポートもあり、76ersは1965-66シーズンを68勝14敗と当時のNBA記録となる高勝率で切り抜けた。コステロはシーズン中にアキレス腱の断裂で戦線離脱してしまうも、プレーオフには執念で出場し、76ersはカンファレンス決勝でセルティックスを、ファイナルでコステロの古巣、ウォリアーズを破り、優勝を果たした。コステロは翌シーズンまでプレイし、今度こそ現役から完全引退した。
NBA通算成績は12シーズン706試合の出場で、8,622得点3,215リバウンド、平均12.2得点4.6アシストだった。

## コーチキャリア
現役引退後、コステロは東シラキュース・ミノア高校のバスケットチームでコーチに就任。同校を州タイトルに導き、最初の成功を収めると、1968年のエクスパンションで新たに誕生したミルウォーキー・バックスの初代ヘッドコーチに就任した。
生まれたてのチームであるため就任1年目は27勝55敗と大きく負け越したが、これがチームにとっては幸いし、1969年のNBAドラフト1位指名権を獲得し、カリーム・アブドゥル＝ジャバーを指名（バックスはドラフト指名権獲得のため、故意に負けたとも言われている）。当代随一の名選手を得たバックスはこのシーズンを56勝26敗と大躍進を果たすと、翌1970-71シーズンには名ポイントガードのオスカー・ロバートソンが加わり、このシーズンは当時のNBA記録となる20連勝を含む66勝16敗を記録してプレーオフも勝ち抜き、見事に優勝を果たした。コステロにとっては選手時代と合わせて2度目の優勝だった。またチームが誕生して3年目の優勝はNBAの最短記録である。以後もバックスはジャバーを中心とした70年代屈指の強豪チームとしてリーグに君臨し続けるが、優勝はこの1回のみに留まり、そして1975年のジャバーの移籍と共に急速に衰え、コステロは1976-77シーズンを最後にコーチから解任された。1978年にはシカゴ・ブルズのヘッドコーチに就任するが、20勝36敗と振るわず、シーズン終了を待たずしてコーチから解任された。
NBAコーチ通算成績は10シーズン730試合、430勝300敗、勝率.589。プレーオフ進出は6回、ファイナル進出は2回、優勝は1回だった。
NBAを離れてからは女子プロバスケットボールリーグのミルウォーキー・ドーズのコーチを経て、1980年代からはウティカ大学のバスケチームを指導し、NCAAデビジョンIIIからデビジョンIへと格上げさせることに成功している。

## 業績・その他
- 選手としてのコステロは手ごわい好ディフェンダーであり、またNBAでは最後の両手でジャンプシュートを打つ選手として知られていた。シュートは正確で、2度フリースロー成功率でリーグトップに輝いている。殿堂入り選手、ディック・マグワイアは、ボブ・クージー、スレーター・マーティン、ボブ・デイヴィス、そしてコステロを彼と同時代にプレイした最も優秀なガードと評している。
- 1961年のチームとの契約交渉の際、粘りに粘ってオーナーが提示した金額にもう500ドルを上乗せさせた。後のインタビューでコステロは500ドル上乗せさせたことをひどく悔やんでいると告白している。
- 2001年12月13日に癌のため70歳で死去した。
- 2022年、功労者部門でバスケットボール殿堂入りを果たした。

主な業績
- NBAオールスターゲーム　1959年－1962年, 1965年
- オールNBA2ndチーム　1961年
- フリースロー成功率1位　1963年, 1965年